# 亨利·路易斯·盖茨
亨利·路易斯·盖茨（1950年9月16日—），美国文学评论家，教育家，学者，作家，编辑和公共知识分子。他是第一位收到Andrew W. Mellon基金会奖学金的非洲裔美国人。他因为教学、科研和研究黑人文化发展曾获得了许多荣誉学位和奖励。

## 生平
在2002年，盖茨被选为给杰弗逊演讲，认可他“在人文方面杰出的智力成果”。盖茨曾主持几个PBS电视短剧，包括非洲世界的历史和旅行计划等。参加了许多著名的艺术，文化和科研机构的董事会，他担任哈佛大学教授，他是非洲和非裔美国人研究所所长。